# Museo dell'Opera del Duomo (Pérouse)
Pour les articles homonymes, voir Museo dell'Opera del Duomo.
Le Musée de l'Œuvre du Duomo de Pérouse ou Musée de la cathédrale de Pérouse ou encore Musée du chapitre de San Lorenzo (Museo dell'Opera del Duomo ou Museo del Capitolo della Cattedrale di San Lorenzo en italien) est un musée situé à Pérouse, contigu à la cathédrale San Lorenzo.

## Historique
Le musée a été créé à l'initiative du « Chapitre de la cathédrale » et est situé dans l'une de ses dépendances. Les premières salles ont été ouvertes en 1923. Au cours des années 1980, le musée a été fermé pour permettre des fouilles archéologiques qui ont permis la mise au jour des salles souterraines. Le musée a été rouvert en 2000, et actuellement il conserve de nombreux matériaux et œuvres d'art dont la plus connue est le retable de Sant'Onofrio de Luca Signorelli.

## Œuvres
Le musée comporte 25 salles où sont conservées des œuvres datées du Haut Moyen Âge jusqu'au XIXe siècle.
Salle 1Entrée du musée (billetterie)
Salle 2 - le trésor
- Parement Armellini (école romano-pérugine XVIe siècle)
- Crosse épiscopale (orfèvre ombrien, seconde moitié du XVIe siècle)
- Crosse épiscopale (orfèvre ombrien, seconde moitié du XIXe siècle)
- Crosse épiscopale orientale (anonyme, XVIIe siècle)
- Orfèvrerie : calices, plats, chandeliers, croix, clochettes, etc., orfèvrerie (Italie du centre, XVe au XIXe siècle)
- Lutrin (anonyme, XVIIe siècle)
- Buste de saint Herculan (école florentine, fin  XVIe siècle)
- Croix de table (anonyme, XVIIe siècle)
- Boussole (art ombrien, moitié  XVIIIe siècle)

Salle 3 - Codex manuscrits et enluminés
- Custode de livre liturgique (école vénitienne,  XIIe siècle)
- Codex et manuscrits (école locale, XIVe – XVIe siècle)

Salle 4 - Salle rouge
- Meubles liturgiques (XVIIIe siècle)
- Paysages (Alessio de Marchis, première moitié du  XVIIIe siècle)
- statue de San Lorenzo (art ombrien, seconde moitié du XVIe siècle)
- statue de Santo Stefano (art ombrien, seconde moitié du XVIe siècle)
- Madone orante (Tito Moretti (en), 1872)

Salles 5 et 6 - Bibliothèque capitulaire
- Fermés et accessibles seulement pour étude.

Salles 7, 8, 9 et 10 - Partie souterraine
- Fragments de sculptures (VIe – XVIe siècle)

Salle 11 - Partie lapidaire XVe – XVIe siècle
- Autel de la Famille Cantagallina (anonyme, seconde moitié du XVe siècle)
- Autel de San Bernardino (anonyme, seconde moitié du XVe siècle)

Salles 12 et 13 - Fragments de sculptures médiévales
- Tête de lion (école ombrienne,  XIIIe siècle)
- Genèse (école ombrienne, XIIe siècle)
- Création d'Ève (Giovanni Pisano, XIIIe – XIVe siècle)
- Tête d'enfant (école ombrienne, XIIe siècle)
- Tête de clerc (atelier d'Arnolfo di Cambio, fin XIIIe siècle)
- Sauveur bénissant (Atelier de Arnolfo di Cambio, fin XIIIe siècle)
- Tête (Giovanni Pisano, XIVe siècle)

Salle 14 - Pinacothèque - XIVe – XVe siècle
- Vierge à l'Enfant (école ombrienne XIVe – XVe siècle)
- Madonna del Verde (art ombrien, début XVe siècle)

Salle 15 - Les chefs-d'œuvre médiévaux
- Madonna della Costa, statue (art ombrien XIIe siècle)
- Triptyque (Meo di Guido da Siena, première moitié du XIVe siècle)
- Madonna del Latte (Andrea Vanni, XIVe siècle)
- Triptyque (Agnolo Gaddi, XIVe siècle)
- Cathèdre (art méridional, début XIIIe siècle)
- Dormitio Mariae (école ombrienne, première moitié du XVe siècle)

Salle 16 - La Pietà
- Pietà (Bartolomeo Caporali, 1486)

Salle 17 - le Quattrocento pérugin
- Gonfanon sculpté biface (Mattioli Battista di Baldassarre, 1453)
- Cristo e Santi (Mattioli Ludovico di Angelo, 1489)
- Couple d'anges chandelier (art ombrienne, XVe siècle)

Salle 18 - Les artistes pérugins des Quattrocento - Cinquecento
- Gonfanon de San Fiorenzo (Benedetto Bonfigli, 1476)
- Vierge à l'Enfant (atelier de Bartolomeo Caporali, 1515)
- Vierge à l'Enfant et saints (atelier du Pérugin, fin XVe siècle)
- Martyre de saint Laurent (Giannicola di Paolo, 1513)
- Vierge à l'Enfant et anges (école florentine, début XVIe siècle)

Salle 19 - Artistes de la renaissance pérugine
- Saint Laurent (Bernardino di Mariotto, XVIe siècle)
- Autel portatif (Niccolò del Priore, XVe siècle)

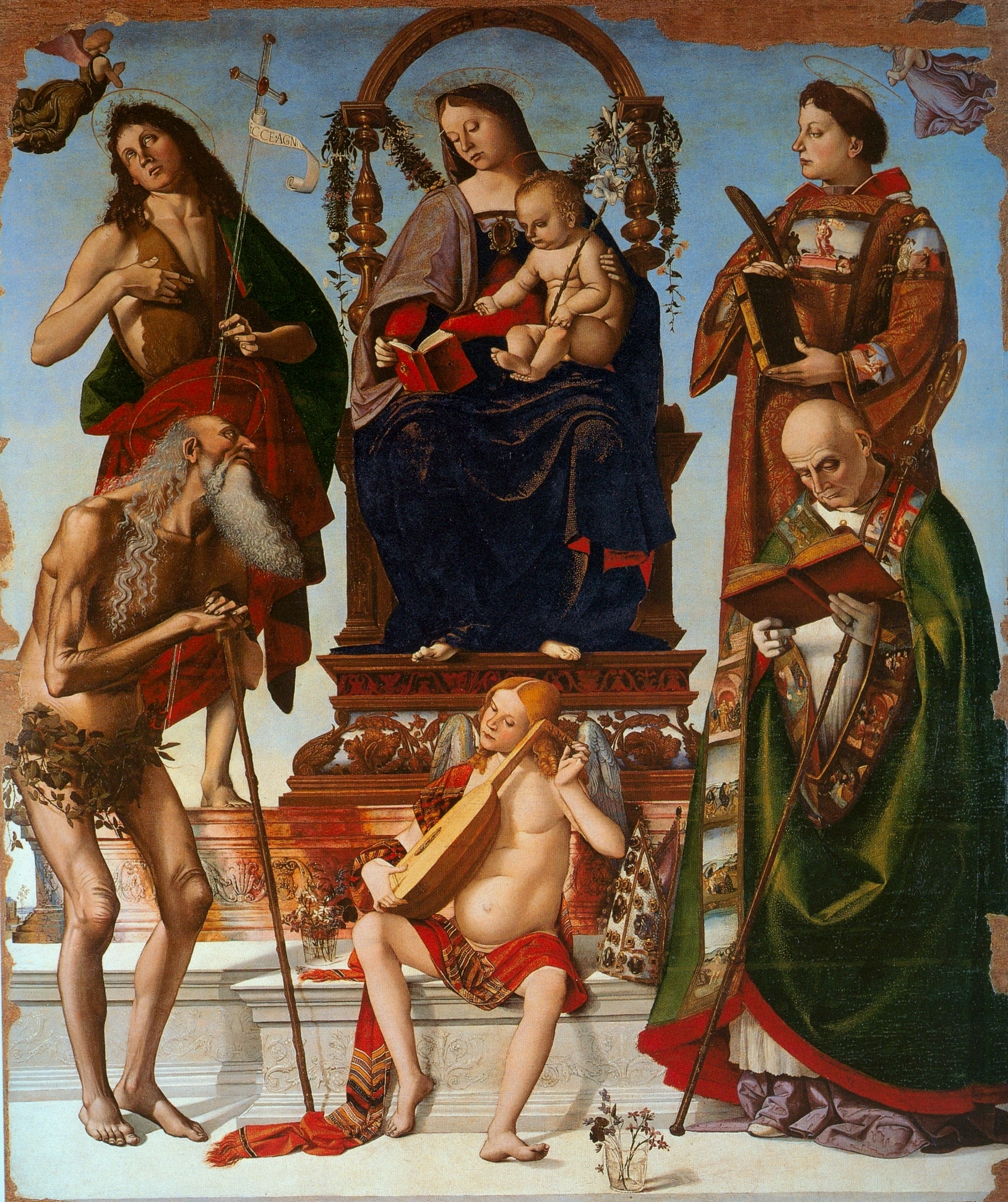
Le Retable de Sant'Onofrio de Luca Signorelli.

- Retable de Sant'Onofrio (Luca Signorelli, 1484)
- Couple sculpté d'anges chandelier (école ombrienne, XVIe siècle)
- Vierge à l'Enfant et saints (anonyme ombrien XIXe siècle)
- Vierge à l'Enfant et saints (Pompeo di Piergentile Cocchi (en), 1529)

Salle 20 - Art entre XVIe et XVIIe siècles
- Madonna in trono tra Angeli e Santi (Girolamo Danti (en), 1573 circa)
- Couple d'anges adorants sculptés (anonyme ombrien, XVe – XVIe siècle)
- Bas-relief tête du Christ (Vincenzo Danti, XVIe siècle)
- Marie-Madeleine pénitente (école de Giandomenico Cerrini, 1662 env)
- Sant'Agnese (art ombrien, XVIIe siècle)
- Santa Lucia (art ombrien, XVIIe siècle)

Salle 21 - La peinture de genre
- Nature morte (anonyme, XVIIe siècle)
- Nature morte (anonyme, XVIIe siècle)
- Nature morte (anonyme, XVIIe siècle)
- Nature morte (anonyme, XVIIe siècle)
- Veduta de la Piazza Grande à Pérouse (anonyme ombrien, XVIIIe siècle)
- Veduta de la Piazza Grande à Perugia (anonyme ombrien, début XVIIIe siècle)

Salle 22 - Les ex-voto
- Miracle de saint Joseph époux (anonyme, XVIIe siècle)
- Martyre de saint Laurent (Antonio Maria Fabrizi, première moitié du XVIIe siècle)
- Martyre de saint Herculan (Mattia Battini, début XVIIIe siècle)

Salle 23 - La peinture religieuse du XVIIIe siècle
- Madonna del Rosario (Vincenzo Monotti, 1773)
- San Giovanni Battista (Francesco Mancini, première moitié du XVIIIe siècle))
- Cristo deposto (Giacinto Boccanera, 1729)

Salle 24 - Le Mariage de la Vierge
- Sposalizio della Vergine (Carlo Labruzzi, 1814)
- Elemosina di San Lorenzo (Baldassarre Orsini (it), seconde moitié du XVIIIe siècle)
- Martirio di San Lorenzo (Baldassarre Orsini, seconde moitié du XVIIIe siècle)

Salle 25 - Salle du doctorat
- fresques représentant le pape Jean XXII, les empereurs Charles IV et Sigismond.
- Portrait du pape Léon XIII (anonyme, XIXe – XXe siècle)
- San Carlo Borromeo e la nipote (Ulisse Ribustini, 1888)